# Willy Johannmeyer
Willy Johannmeyer, född 27 juli 1915 i Iserlohn, död 14 april 1970 i Kelkheim, var en officer i Wehrmacht i Nazityskland med slutlig grad Oberstleutnant.
Johannmeyer blev 1933 medlem i SS.  Han inträdde 1936 i armén som officersaspirant, blev 1938 fänrik i ett infanteriregemente, 1942 kapten, 1943 bataljonschef i 503:e infanteriregementet. Han var major 1944 vid arméns personalavdelning och blev i november 1944 kommenderad som ordonnansofficer till Wehrmachts adjutantstab i Führerhögkvarteret. I april 1945 efterträdde han Albert Bormann som adjutant. Den 29 april 1945 lämnade han Führerbunkern för att överbringa Hitlers politiska testamente till överbefälhavaren för Armégrupp Mitt Ferdinand Schörner i Tjeckoslovakien. 
Han blev internerad 1945 av amerikanska trupper.